# 文化會館

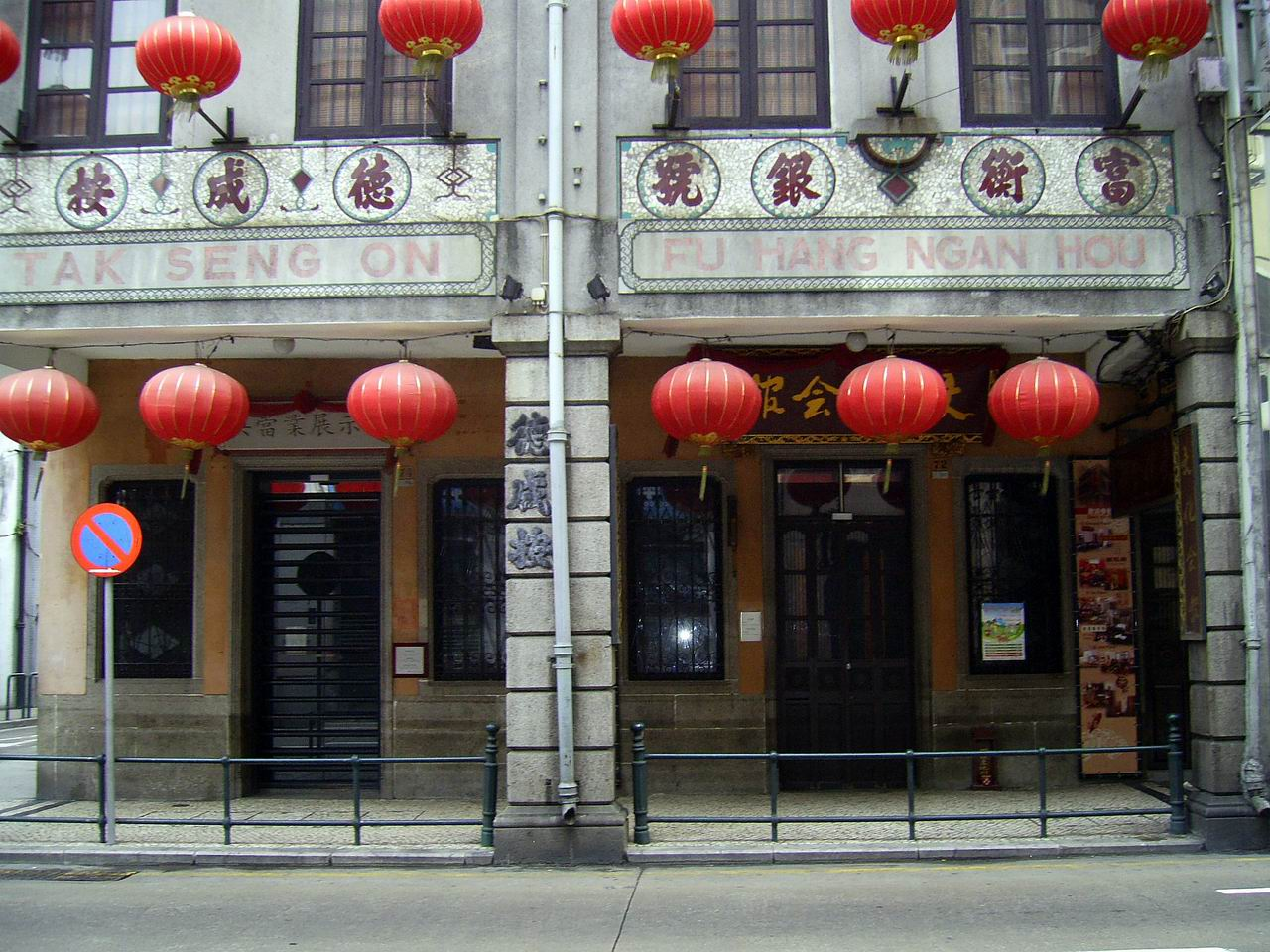
文化會館

文化會館，位於澳門新馬路内的綜合展覽館，內設典當業展示館、藝品廣場、金庸圖書館、茶藝軒和文化展覽館。會館房產屬私人物業，管理則由澳門文化局負責。

## 建築物

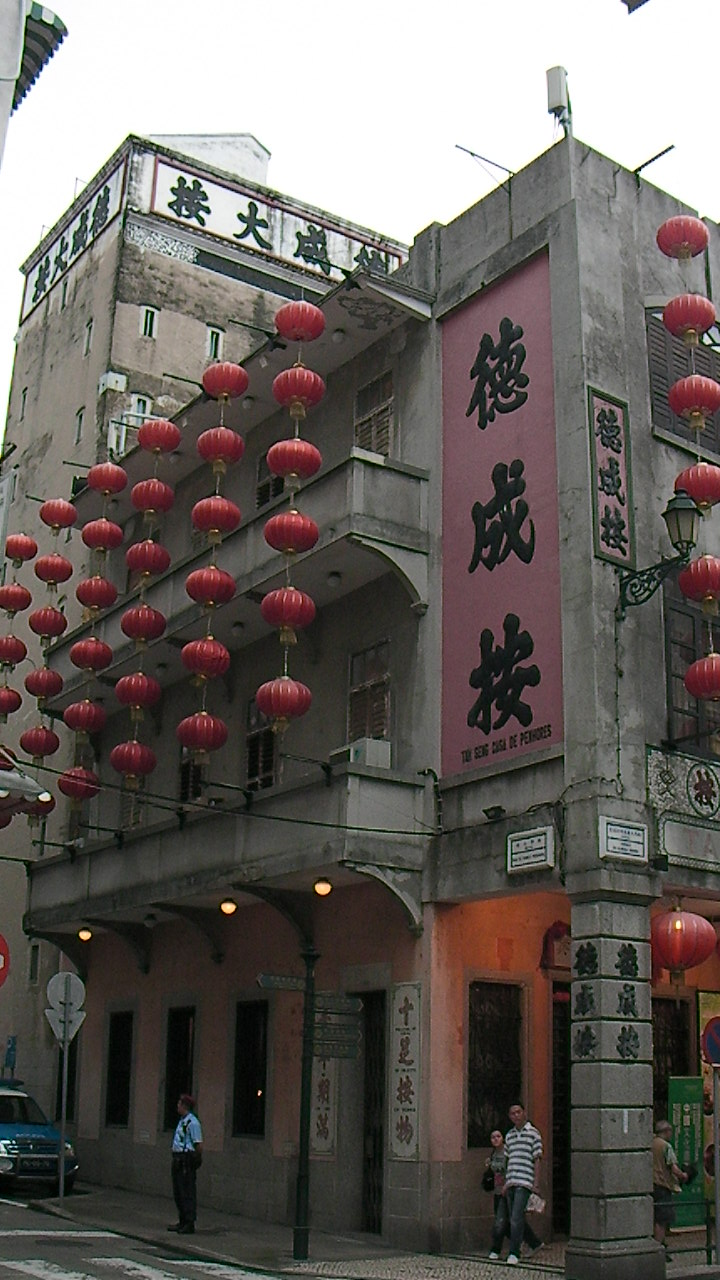
會館建築物──德成按

會館建築物原為富商高可寧之物業，原為大型老當鋪「德成按」。建築物建於1917年(即民國六年），被評定為“具建築藝術價值之建築物”並收錄於《澳門文物名錄》。自1993年德成按結業後便被閒置，及至2000年業主有意將其出售及將建築物改建。澳門政府主動與業主接洽，2002年被澳門文化局協定由政府出資進行修葺和整固。修葺為現時模樣後，政府利用當樓底層及貨樓用作典當業展示館；當樓的其他層及相鄰的「富衡銀號」則交由業主使用。此修復項目獲評審為「2004聯合國教科文組織亞太文化遺產保護獎」，嘉許在回復文物原面貌和使人們了解建築物原功能的貢獻。

## 設施
文化會館內設典當業展示館、藝品廣場、金庸圖書館、茶藝軒和文化展覽館，以推動澳門文化。文化會館分為3層，地下及貨樓用作典當業展示館，展示澳門典當業的發展。一樓前室為精點廊及藝品廣場，售賣澳門特色食品和精品。一樓後室闢為金庸圖書館，展示其多部名著。二樓前室為水茶軒，提供茶品。二樓後室的文化展覽館，用作舉辦文化藝術展覽。

## 開放時間
- 星期一至星期五：上午10時30分至晚上8時
- 星期六至星期日：上午10時30分至晚上9時

## 結業
因與業主商談續租沒有共識，文化會館於2014年1月15日結業, 而典當業展示館則如常運作。